# Manuel Turizo
Manuel Turizo Zapata (Montería, Córdoba, Colombia; 12 de abril de 2000) es un cantante y compositor colombiano.
Conocido principalmente por su canción «Una Lady como tú», tema con el que logró obtener mayor reconocimiento internacional en América Latina, España, Italia y Portugal. En 2018, el vídeo oficial de la canción llegó a los mil millones de visualizaciones en YouTube.
«Una Lady como tú» fue la canción que lo hizo famoso a nivel internacional, y por la cual logró una nominación para los Kids' Choice Awards Colombia como canción favorita en 2017, incluso recibió múltiples certificaciones en varios países de América Latina.
La música de Turizo contiene influencias del pop, trap y el vallenato, y su rango vocal se ha clasificado como barítono. Su canción más conocida es su sencillo de 2022 «La Bachata».

## Biografía
Manuel Turizo creció en Montería, una ciudad costera colombiana, y comenzó a componer música a los 13 años. En 2000, cuando nació Turizo, sus padres le regalaron una guitarra y un micrófono a su hermano mayor, Julián, quien entonces tenía solo dos años, para que no sintiera envidia de la atención que le brindarían al recién nacido Manuel. Años después, Turizo intentó aprender a tocar la guitarra de su hermano, pero sintió que no tenía la aptitud para ello, y así comenzó a desarrollar su voz.  Su meta original era ser veterinario, pero decidió dedicarse a la música después de tomar clases de canto con un profesor cubano. De niño, Turizo practicaba canto cantando sus canciones favoritas, mientras su hermano lo acompañaba con armonías vocales, guitarra y ukelele. Más tarde, comenzó a componer canciones con más regularidad, mientras su hermano estudiaba su posgrado en Medellín.
Julián es un gran partidario de su hermano; incluso ha llegado a ser su productor. Tras descubrir su talento, Manuel tuvo que terminar sus estudios. Siempre menciona una anécdota que le ocurrió de pequeño: le dijo a su mamá que quería ser cantante y ella le dijo que sí con la condición de que no dejara de estudiar.

## Trayectoria
Turizo comenzó su carrera musical en 2016 con sus dos primeros sencillos autoeditados, "Baila Conmigo" y "Vámonos".  A estos les siguió su sencillo más conocido por su éxito "Una Lady Como Tú", lanzado el 16 de marzo de 2017,  que le otorgó una gran popularidad en Latinoamérica; el video musical de la canción ha recibido, hasta junio de 2020, más de 1.400 millones de visitas en YouTube. Un año después de su lanzamiento, "Una Lady Como Tú" fue reproducido más de 235 millones de veces en Spotify. A este éxito le siguió "Bésame" (mayo de 2017) en el que colaboró con el cantante de reguetón puertorriqueño Valentino. El éxito de estos sencillos llevó a Billboard a incluir a Turizo en la lista de la revista de los "10 artistas latinos para ver en 2018".
El 20 de abril, publicó un vídeo a través de sus redes sociales en el que anunciaba el remix del tema «Una Lady como tú» junto al reconocido cantante estadounidense Nicky Jam (ambos pertenecientes al sello de La Industria Inc.) en donde aparecían juntos coreando la letra de la canción. Publicando el vídeo lyric oficial el 3 de agosto del mismo año.
El 31 de mayo colaboró en el tema «Bésame» del cantante puertorriqueño Valentino, tema que contó con un vídeo lyric; ganando millones de reproducciones y ampliando su público. Meses más tarde se estrenó el videoclip oficial de dicho tema. Ambos cuentan con más de 150 millones de reproducciones en YouTube.
En octubre, colaboró con el grupo también colombiano Piso 21 en la canción que lleva por nombre «Déjala que vuelva», que forma parte de su segundo álbum de estudio del grupo, Ubuntu. El sencillo y el video musical fueron publicados el 19 de octubre de 2017 por la división mexicana de Warner Music Group como tercer sencillo del álbum. La canción fue escrita por la banda, Juan Diego Medina, Julián Turizo, Manuel Turizo y sus productores Mosty y Eq the Equalizer. El sencillo se posicionó rápidamente en las listas de popularidad y se convirtió en un éxito instantáneo en territorios de América Latina y Europa, donde alcanzó el Top 10 en muchos países y obtuvo numerosas certificaciones en otros más después de su lanzamiento. En agosto de 2018, el videoclip supera la barrera de los 1000 millones de visualizaciones en YouTube y para mayo del 2019 el vídeo cuenta con más de 1.4 billones de vistas en dicha plataforma; además de poco más de 400 millones de reproducciones en Spotify, siendo el tema más exitoso tanto del grupo como del cantante.
A finales de 2017, participa en la canción «Déjate llevar» de Nicky Jam y para cerrar un gran año lleno de éxitos estrena el sencillo «Esperándote», tema que resulta del agrado de la audiencia por su concepto de pop urbano y su peculiar letra, a la que sus propios fanes mencionan es la continuación de «Una Lady como tú».

### 2018
En 2018, interpreta el tema «Ser un cantante» (compuesto por Nicky Jam), el cual es intro de la telenovela colombiana La reina del flow. Además, participó como artista invitado en dicha telenovela.
En septiembre del mismo año, Turizo logró su primer éxito en la lista Billboard Hot 100 con su colaboración con Ozuna en el sencillo "Vaina Loca", incluido en su segundo álbum de estudio, Aura. El tema logró entrar en Top 50 Global de Spotify manteniéndose durante varias semanas, además que en YouTube desde su lanzamiento tuvo un promedio de 5 millones de reproducciones diarias y actualmente con más de 900 millones de vistas. La canción también forma parte de la banda sonora de la película dominicana de 2018 Qué León. 
En julio publicó la canción «Culpables», un tema que se caracteriza por sus notas acústicas y la singular letra. El 8 de agosto, el vídeo del sencillo a colaboración con Piso 21: «Déjala que vuelva» también llega a la cantidad de mil millones de reproducciones según el contador de YouTube.
En octubre, colaboró con Mau y Ricky en el sencillo "Desconocidos". En los meses siguientes continúa cosechando éxitos, en septiembre lanza el tema «Una vez más» a dueto con Noriel y para el mismo mes es nominado en los Latin American Music Awards para la categoría de Nuevo Artista del Año; en octubre se incluye para la canción de Mau & Ricky «Desconocidos» al lado también de Camilo, canción que fue del agrado del público y logró posicionarse en el Top 50 Global de Spotify, a su vez que el vídeo cuenta con más 400 millones de vistas. Para el mes de noviembre estrena «Sola» y participa con Nacho en «Déjalo».

### 2019
En marzo de 2019, su canción "Sola" se convirtió en la primera canción número uno en la lista Billboard Latin Airplay. Lanzó su álbum debut, ADN el 23 de agosto del mismo año, que contó con colaboraciones con Zion & Lennox , Noriel, Ozuna, Darell, Nicky Jam , Sech y Anuel AA. ADN alcanzó el puesto número ocho en la lista Billboard Hot Latin Albums. En septiembre, Turizo fue nombrado el primer "artista de prioridad global" latino por el servicio de streaming francés Deezer. Ofreció un concierto virtual con Billboard el 25 de marzo de 2020, durante la cuarentena por la pandemia de COVID-19, para recaudar fondos para la organización sin fines de lucro MusiCares. El concierto consistió en interpretaciones a capela de las canciones "Una Lady Como Tú" y "Déjala Que Vuelva".
Jowell & Randy en «Dile la verdad», para después unirse a Zion & Lennox y Farruko en el remix de la canción «Pa' olvidarte» de la banda colombiana, ChocQuibTown. Con esta canción, obtuvo sus primeras nominaciones a los Premios Grammy Latinos en las categorías Mejor Interpretación Urbana y Mejor canción Urbana. A finales de febrero vuelve a lanzar un sencillo con la participación de Ozuna el cual que lleva por título «Esclavo de tus besos», canción que según el colombiano pertenece a su próximo disco a lanzar en este mismo año. Más adelante participa nuevamente con Noriel a modo de featuring en «No te hagas la loca».
También en abril participa con Farruko para su nuevo disco Gangalee en el sencillo «Resort», además se une con el cantante panameño Sech en la canción «Tiene novio» perteneciente a su álbum Sueños y de igual manera se agrega a Yandel y Sebastián Yatra en la canción «En cero», también finales del 2019, lanzó su versión remix de la misma canción de «En cero», con participación de Farruko y Wisin. Para finales de mayo participa en la canción de Reik «Aleluya» de su álbum Ahora y en la canción «Impulsivo» junto con Justin Quiles en su álbum Realidad.
En agosto, lanzó su primer álbum de estudio, ADN, que fue estrenado junto a su sencillo «Te quemaste» junto a Anuel AA. En octubre, lanzó el sencillo «Pegao» con la colaboración de la boy band CNCO. Durante ese año, participó como preparador, junto a su hermano Julián, en La Voz Kids México. En este mismo reality, el 1 de diciembre, Turizo interpretó el tema «Que lo nuestro se quede nuestro» junto a Carlos Rivera. En ese mismo mes, el cantante estrena el remix de «En cero» junto a Yandel, Sebastián Yatra, Wisin y Farruko.

### 2020
El 31 de enero de 2020, estrenó el video oficial para la canción «No encuentro palabras», junto a Abraham Mateo. El mes de febrero estuvo lleno de estrenos musicales en los que colaboró Turizo: el 7 de febrero, se estrenó el vídeo oficial del tema «Hábitos» de Arcángel, el cual grabaron juntos y hace parte del álbum Historias de un capricornio. El 14 de febrero, se estrena el vídeo oficial de «BORRAXXA», junto a Feid. El 17 de febrero, se estrenó «Despacio» junto a Natti Natasha, Nicky Jam y Myke Towers. Posteriormente, el 20 de febrero, se estrena la canción de «TBT» junto a Sebastián Yatra y Rauw Alejandro. Ese mismo día, la canción es interpretada por ambos artistas en los Premios Lo Nuestro 2020.
Luego, fue nominado a los premios del portal de música uruguayo Lo más escuchado en la categoría Revelación Internacional junto a artistas como Beret, Cami y Emilia. El 15 de abril, estrena el remix de «No te vayas» de Carlos Vives. El 23 de abril, el cantante estrena el remix de la canción «TBT» junto a Sebastián Yatra, Rauw Alejandro, Cosculluela, Lalo Ebratt, Llane y Dálmata. Al día siguiente, el 24 de abril, se estrena el remix del sencillo «Loco» del cantante colombiano Beéle, perteneciente a Hear This Music. En este remix, Turizo participó junto a Farruko y Natti Natasha.
El 26 de abril, Turizo anunció en una entrevista del programa El Break de las 7 de Univision que muy pronto se estrenaría su canción «Mala costumbre» junto a Wisin y Yandel. El 1 de mayo, el artista estrenó la canción «Quiéreme mientras se pueda» cuyo videoclip cuenta con vídeos y fotos de sus fanes haciendo varias actividades para no aburrirse en casa en medio de la cuarentena provocada por la pandemia de COVID-19.
El 12 de junio, el cantante estrenó «Quisiera» junto a ChocQuibTown para su álbum de ellos denominada ChocQuibHouse. El 18 de ese mismo mes, estrenó el sencillo «La presión» junto a Lalo Ebratt. El 2 de julio, Turizo participa en el remix «Tanzen/Baile» del artista alemán Edin. El 31 de julio, Turizo se entra al álbum de Yandel Quién contra mí 2 en la canción «Celda» semanas después estrenaron el vídeo oficial de la canción el 20 de agosto.
El 5 de agosto, se une a la canción de «Pa´ la cultura» para David Guetta junto a Abraham Mateo, Sofía Reyes, Zion & Lennox, De la Ghetto, Lalo Ebratt, Thalía y Bei Maejor, para colaborar a la organización Human (X) con este mensaje: «Todas las ganancias se destinarán a NDLON (Red Nacional de Organización de Jornaleros) para ayudar a los inmigrantes afectados por la pandemia de COVID-19 a través del Fondo Red de Seguridad de los Derechos de los Trabajadores Inmigrantes de NDLON; así como su programa de becas ART / WORKS que eleva las voces, la expresión cultural y el perfil de inmigrantes, refugiados y artistas que promueven los derechos de los inmigrantes. ¡ÚNETE AL MOVIMIENTO!», luego semanas después sacaron el vídeo oficial el 16 de septiembre.
Miky Woodz y Wisin hace parte a Turizo en el remix de su canción «Provócame» junto a Lenny Tavárez y Justin Quiles, la cual la estrenaron el 14 de agosto. Días después, Turizo participa en el álbum Los chulitos del artista De la Ghetto con la canción «Sigue tu camino» el 28 de agosto. El 11 de septiembre, Turizo hace parte del remix de «Quiéreme mientras se pueda» a Jay Wheeler y Miky Woodz.
Dalex hace parte a Turizo junto a Arcángel, De la Ghetto y Beéle en su canción para hacer el remix de «+Linda», el 18 de septiembre. El 2 de octubre, Llane junto a Turizo lanzan el tema «Será» junto a un vídeo oficial.
El 8 de octubre, lanzó su primera canción del nuevo álbum Dopamina; «La nota» con Rauw Alejandro y Myke Towers, por lo cual con este tema se comienza a estrenar algunos temas del álbum antes de su estreno de todos los temas que será en enero del 2021. El 17 de noviembre, Turizo se une junto a Feid y Andy Rivera al remix de «Pase Lo Que Pase» del nuevo artista de Sky Rompiendo Sael.

### 2021-2023: incursión en otros géneros
El 8 de enero Turizo estrena «Mala costumbre» con la colaboración de Wisin & Yandel. El 9 de abril, estrena su segundo álbum de estudio, Dopamina, que cuenta con colaboraciones como: Maluma, Rauw Alejandro, Myke Towers, Justin Quiles, Dalex, Farruko, will.i.am, El Alfa, Wisin & Yandel, Jay Wheeler y Miky Woodz. El 19 de agosto, estrena con Tini «Maldita foto». El 7 de octubre, estrena su nueva canción «Te olvido», que va a ser el primer sencillo de su próximo álbum llamado 2000.
En 2023, incursiona en otros géneros musicales como la bachata y la electrónica, estrenando sus sencillos promocionales «La bachata», «Despecho», «Éxtasis» (con María Becerra) y colaboraciones con Marshmello y Sebastián Yatra. En octubre de 2023 participó en el álbum Pa las baby's y belikeada de la banda de música regional mexicana Fuerza Regida en la canción «Una cerveza».

### 2024
En julio de 2024, publica junto con Tiago PZK en su álbum GOTTI A, la canción titulada «De vuelta», convirtiéndola en una de las más escuchadas de ese álbum en 2 días, y poniéndola en el número 5 de las tendencias por 2 días seguidos. Esta canción fue producida por Axel Armando Gomez Balanzar productor de Humberto Terrazas (Humbe) y compuesta por Tiago y Manuel.

## Discografía

### Álbumes de estudio
- 2019: ADN
- 2021: Dopamina
- 2023: 2000
- 2024: 201

## Filmografía
| Año       | Serie                         | Personaje | Notas            |
| --------- | ----------------------------- | --------- | ---------------- |
| 2018-2021 | La reina del flow             | Él mismo  |                  |
| 2021      | La suerte de Loli             | Él mismo  |                  |
| 2023      | La casa de los famosos México | Él mismo  | Artista invitado |
| 2023      | La Voz Kids                   | Él mismo  | Entrenador       |

## Giras musicales
- ADN Tour (2019)
- Dopamina Tour (2021)
- 2000 Tour (2023)[46]

### Giras colaborativas
- USA Tour (con Sebastián Yatra)

### Giras como Telonero
- Viviendo Tour (Marc Anthony)

## Premios y nominaciones
| Año  | Premio                       | Categoría                           | Trabajos nominados                                                | Resultados |
| ---- | ---------------------------- | ----------------------------------- | ----------------------------------------------------------------- | ---------- |
| 2017 | Kids' Choice Awards Colombia | Canción favorita                    | «Una lady como tú»                                                | Nominado   |
| 2018 | MTV Millennial Awards        | Hit del año                         | «Déjala que vuelva»                                               | Nominado   |
| 2018 | MTV Millennial Awards        | Explosión urbana                    | Él mismo                                                          | Nominado   |
| 2018 | MTV Millennial Awards        | Instagramer nivel Dios en Colombia  | Él mismo                                                          | Nominado   |
| 2019 | Premios Grammy Latinos       | Mejor Fusión/Interpretación Urbana  | «Pa' olvidarte Remix» (Con ChocQuibTown, Zion & Lennox y Farruko) | Nominado   |
| 2019 | Premios Grammy Latinos       | Mejor Canción Urbana                | «Pa' olvidarte Remix» (Con ChocQuibTown, Zion & Lennox y Farruko) | Nominado   |
| 2019 | Lo Más Escuchado             | Revelación Internacional            | Él mismo                                                          | Nominado   |
| 2021 | Premios Nuestra Tierra       | Mejor canción Urbana                | «La Nota» (Con Rauw Alejandro y Myke Towers)                      | Nominado   |
| 2021 | Premios Nuestra Tierra       | Mejor artista urbano                | Él mismo                                                          | Nominado   |
| 2021 | Premios Nuestra Tierra       | Canción favorita del público        | Quiéreme Mientras se Pueda                                        | Nominado   |
| 2022 | Los 40 Music Awards 2022     | Mejor canción en cat. global latina | La Bachata                                                        | Ganador    |
| 2023 | Premios Nuestra Tierra       | Mejor canción del año               | «La Bachata»                                                      | Ganador    |
| 2023 | Premios Nuestra Tierra       | Mejor canción urbano                | «Los Cachos» (feat. Piso 21)                                      | Ganador    |
| 2023 | Premios Nuestra Tierra       | Mejor artista urbano                | Él mismo                                                          | Nominado   |
| 2024 | Premios Nuestra Tierra       | Artista del año                     | El mismo                                                          | Nominado   |
| 2024 | Premios Nuestra Tierra       | Mejor artista urbano                | El mismo                                                          | Nominado   |
| 2024 | Premios Nuestra Tierra       | Canción tropical/salsa/cumbia       | «El Merengue» (feat. Marshmello)                                  | Nominado   |
| 2024 | Premios Nuestra Tierra       | Canción tropical/salsa/cumbia       | «Vagabundo» (feat. Sebastián Yatra, Beele)                        | Ganador    |
| 2024 | Premios Nuestra Tierra       | Mejor video del año                 | «Vagabundo» (feat. Sebastián Yatra, Beele)                        | Nominado   |
| 2024 | Premios Nuestra Tierra       | Mejor concierto del año             | 2000 Tour (Med plus Arena Bogotá)                                 | Nominado   |
| 2024 | Premios Nuestra Tierra       | Artista imagen de nuestra tierra    | Él mismo                                                          | Nominado   |